# 日の出山荘

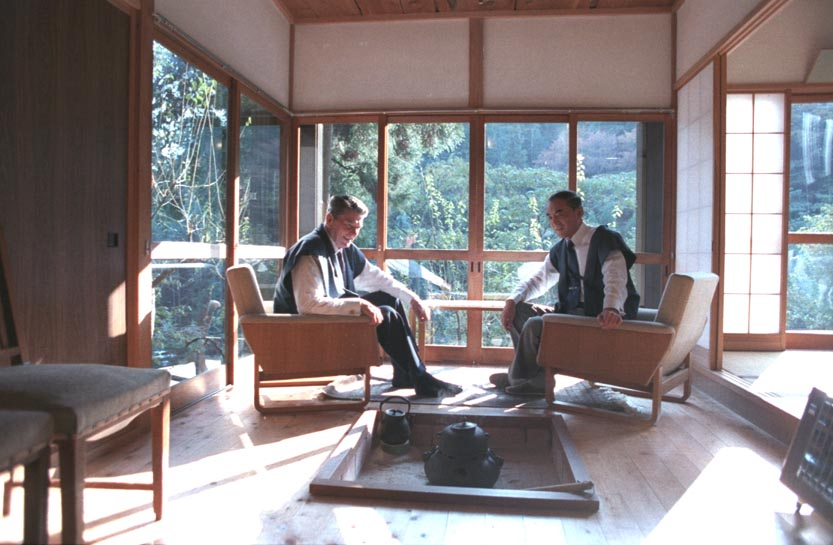
1983年、日の出山荘で歓談する中曽根康弘（右）とロナルド・レーガン（左）

日の出山荘（ひのでさんそう）は、東京都西多摩郡日の出町大久野にある山荘。かつて中曽根康弘が所有していた別荘である。

## 施設構成
青雲堂・天心亭・書院の3棟からなり、敷地面積は約2万5000平方メートルである。

## 歴史
1983年（昭和58年）、中曽根とロナルド・レーガンアメリカ合衆国大統領（当時）との首脳会談会場として使用され、いわゆる「ロン－ヤス関係」発祥の地となった。他には、ゴルバチョフ元ソビエト連邦大統領や全斗煥元大韓民国大統領、歴代駐日アメリカ合衆国大使などが招かれている。
また、中曽根康弘の趣味である水泳のための15メートルほどのプールが、この山荘の入り口近くにある。
2006年（平成18年）11月11日、中曽根より日の出町に寄付され、2007年（平成19年）11月11日に「日の出山荘 中曽根康弘・ロナルド レーガン日米首脳会談記念館」として一般公開された。

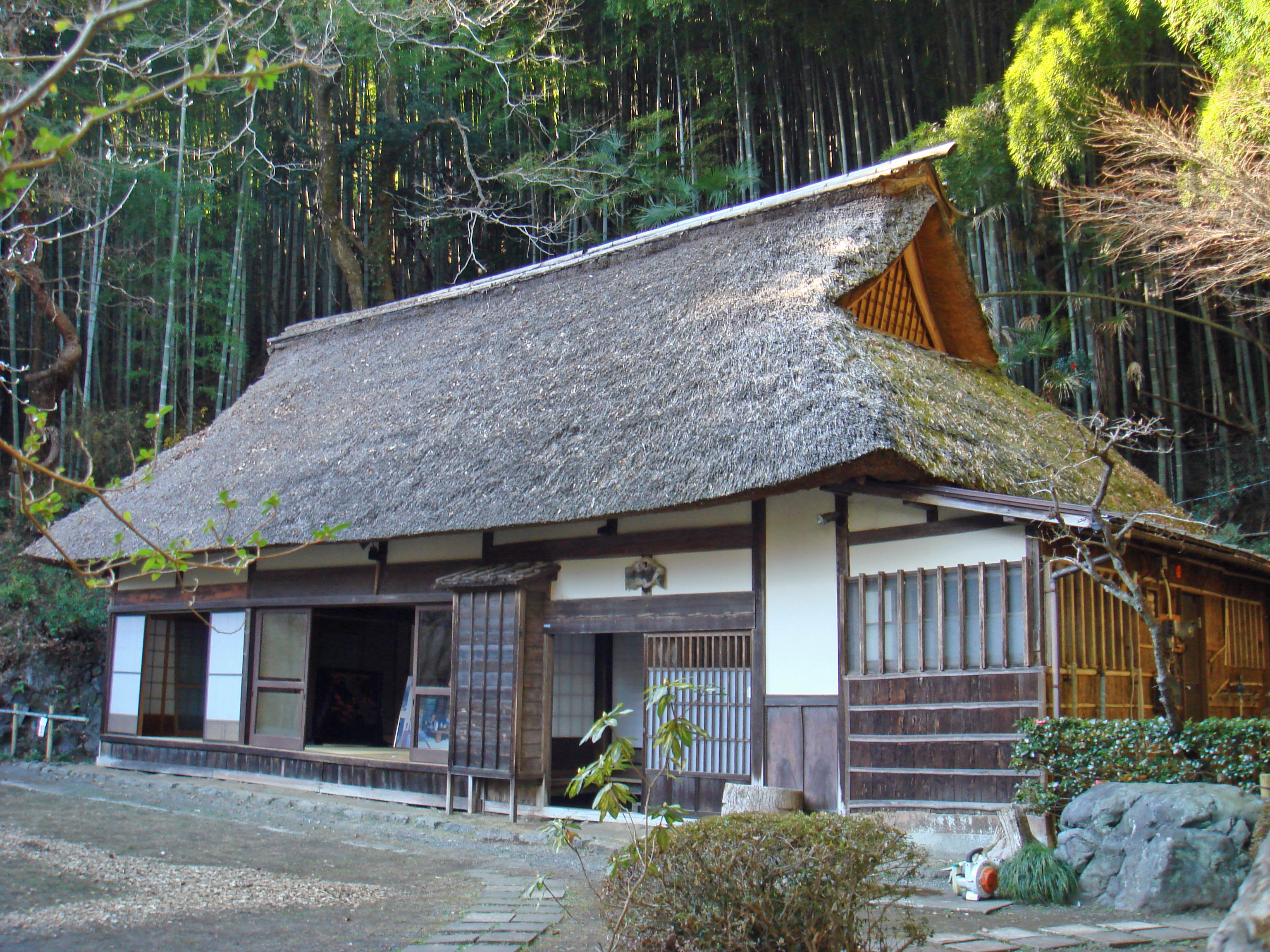
日の出山荘 青雲堂
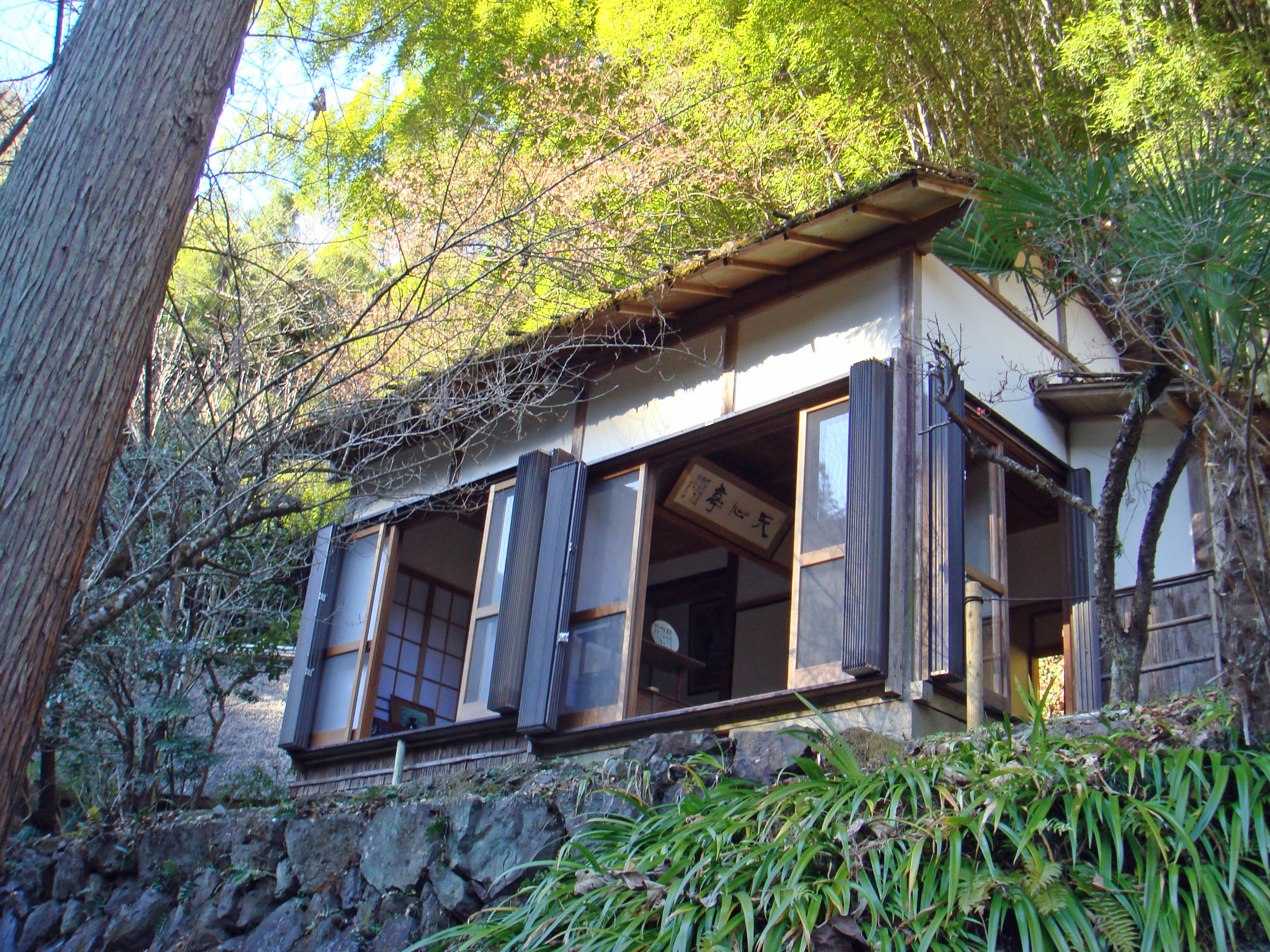
日の出山荘 天心亭
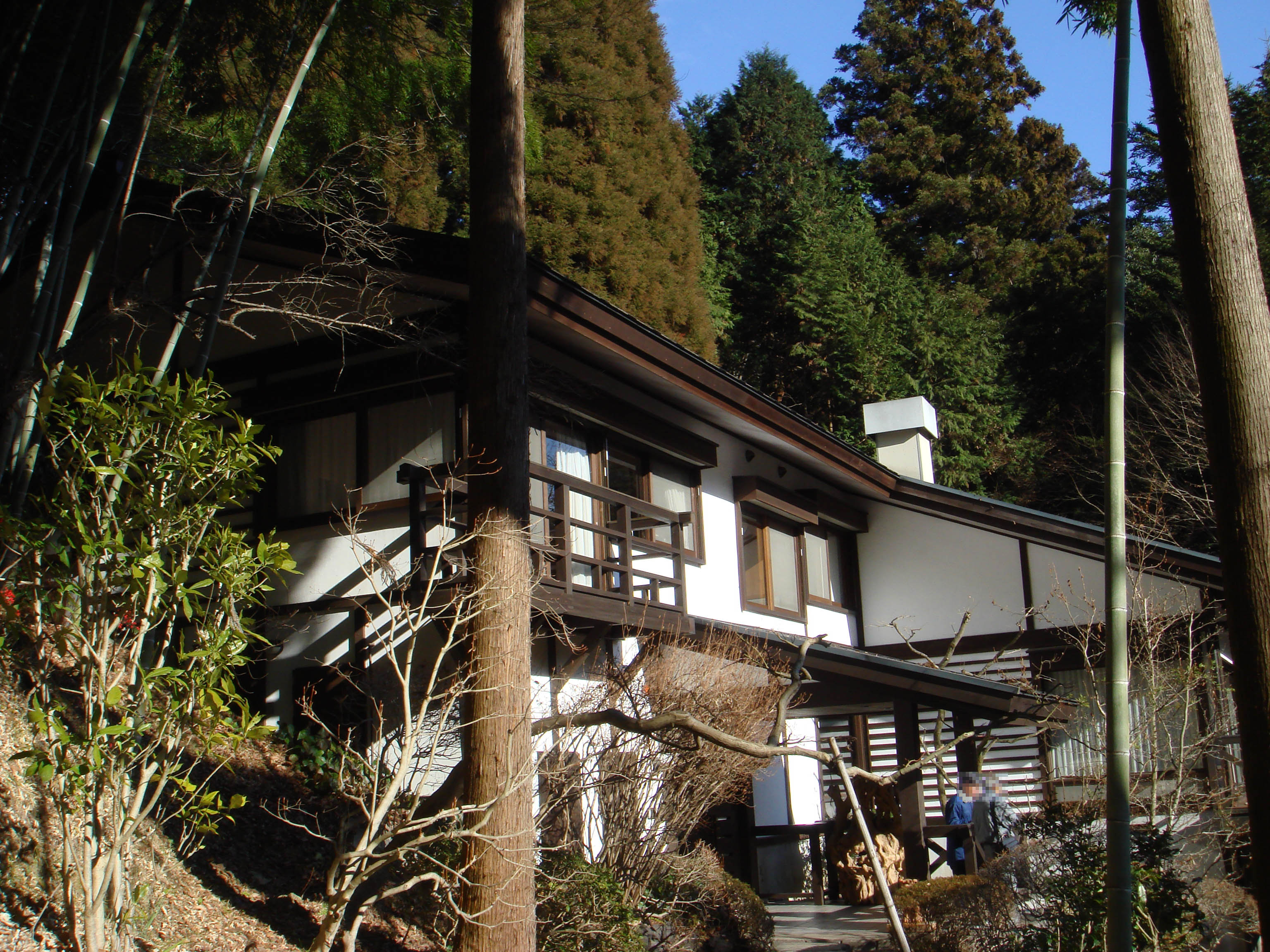
日の出山荘 書院
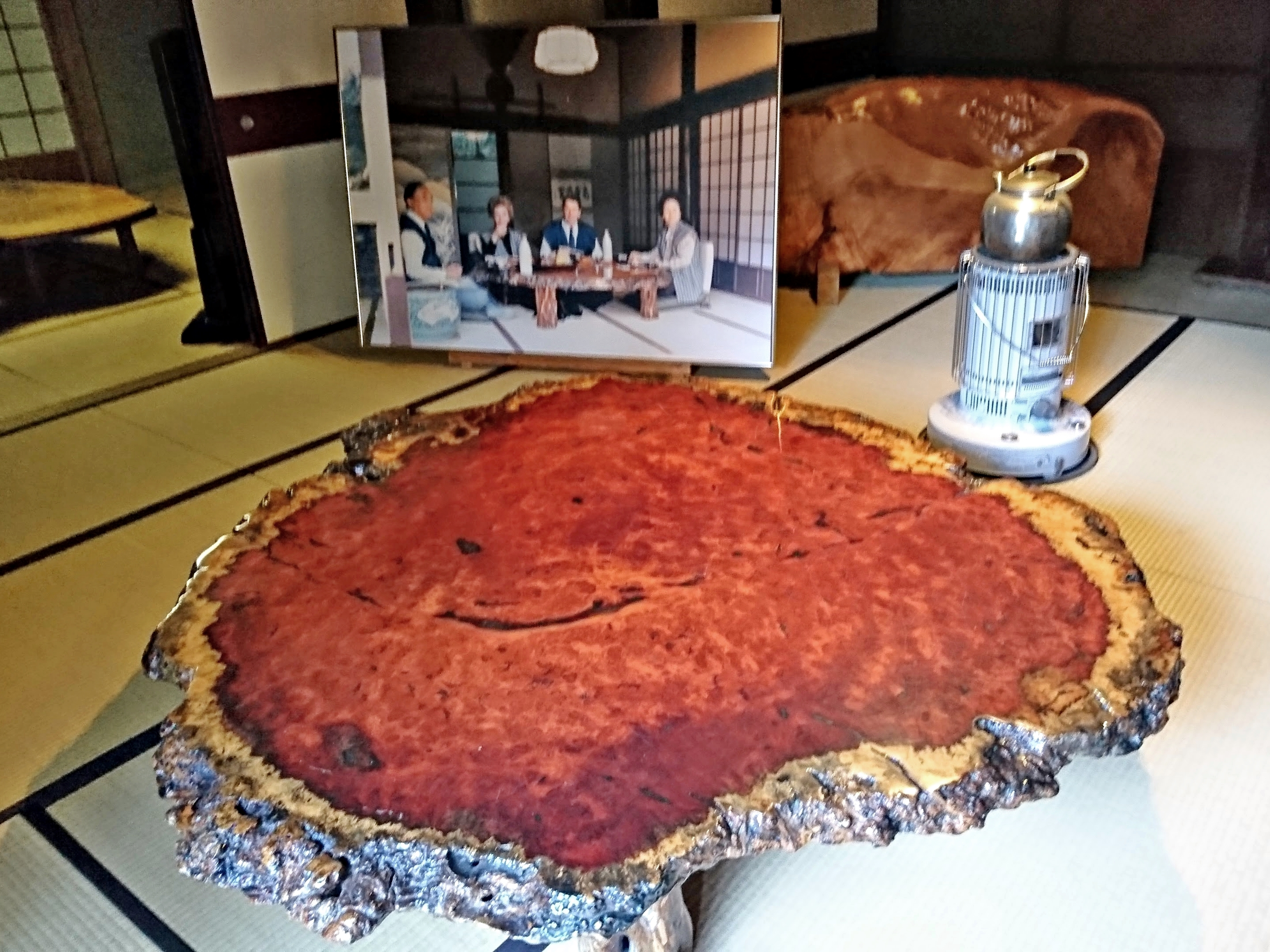
切り株でできた日の出山荘のテーブル。背後にテーブルを囲んだ団欒写真

## データ
- 所在地：東京都西多摩郡日の出町大久野5270番地
- 開館時間：10:00 - 15:30（入館受付は15:00まで）
- 休館日：月、火（祝日の場合は翌日または翌々日）および年末年始
- 入場料：一般300円、65歳以上200円、高校生200円、小・中学生100円、未就学児無料、障害者無料、団体20名以上2割引
- 駐車場：あり　※バスの場合要予約